# Monika Strzępka
Monika Strzępka (ur. 7 sierpnia 1976 w Tuchowie) – polska reżyserka teatralna, autorka zaangażowanych społecznie, szeroko dyskutowanych inscenizacji współtworzonych z jej partnerem, dramaturgiem Pawłem Demirskim, w latach 2022–2024 dyrektorka Teatru Dramatycznego w Warszawie.

## Życiorys
Urodziła się jako jedno z sześciorga dzieci murarza i gospodyni domowej. Uczęszczała do szkoły podstawowej w Lichwinie, po zajęciach pracowała przy gospodarstwie. Pierwszą klasę liceum zdała w I Liceum Ogólnokształcącym im. Kazimierza Brodzińskiego w Tarnowie, kolejne – w Krakowie. Kilkakrotnie bez powodzenia zdawała na reżyserię do PWSFTiTV w Łodzi. Przez trzy lata studiowała na Wydziale Reżyserii Akademii Teatralnej im. Aleksandra Zelwerowicza w Warszawie.
Podczas realizacji spektaklu Szeks Show presents: Yorick, czyli spowiedź błazna dla Teatru Wybrzeże, którego dyrektorem był wówczas Maciej Nowak, poznała Pawła Demirskiego. Od tego czasu Strzępka i Demirski zrealizowali w duecie szereg spektakli, m.in. Był sobie Andrzej Andrzej Andrzej i Andrzej w Teatrze Dramatycznym w Wałbrzychu (Główna Nagroda na 3. Międzynarodowym Festiwalu Teatralnym Boska Komedia w Krakowie), W imię Jakuba S. w Teatrze Dramatycznym w Warszawie, nie-boska komedia. Wszystko powiem Bogu! w Starym Teatrze w Krakowie. Laureatka wraz z Pawłem Demirskim Paszportu „Polityki” za rok 2010 w kategorii Teatr. Jest bohaterką filmu dokumentalnego Magdaleny Mosiewicz Ustalenia, które zostały ustalone (2016).

### Teatr Dramatyczny im. Gustawa Holoubka
W styczniu 2022 zwyciężyła w konkursie na stanowisko dyrektorki Teatru Dramatycznego m.st. Warszawy (wcześniej w odpowiedzi na ogłoszenie konkursu opublikowała list otwarty do władz Warszawy). Funkcję sprawowała od 1 września 2022. Przedstawiła swoją koncepcję programową dla teatru. 24 listopada 2022 została odwołana z funkcji dyrektorki teatru i zawieszona w pełnieniu obowiązków służbowych w drodze rozstrzygnięcia nadzorczego wydanego przez wojewodę mazowieckiego Konstantego Radziwiłła. 26 kwietnia 2023 została przywrócona na stanowisko dyrektorki w związku z uchyleniem rozstrzygnięcia nadzorczego wojewody przez Wojewódzki Sąd Administracyjny w Warszawie (sygn. akt VII Sa/Wa 325/23). W 2023 w teatrze doszło do serii konfliktów z jej udziałem; przyznała, że zwalnia aktorów z powodów światopoglądowych. W opublikowanym w grudniu 2023 oświadczeniu odpowiedziała na formułowane pod jej adresem zarzuty stosowania przemocy. 5 stycznia 2024 została ponownie odwołana ze stanowiska dyrektorki teatru przez władze Warszawy. Wcześniej została zerwana premiera spektaklu Heksy na podstawie powieści Agnieszki Szpili, który Strzępka reżyserowała – na produkcję spektaklu teatr przeznaczył ponad 462 tysiące złotych. W pierwszej połowie 2025, w następstwie jej zwolnienia, na mocy ugody sądowej, Strzępka otrzymała od teatru odszkodowanie w wysokości 55 tys. zł (równowartość trzykrotnego miesięcznego wynagrodzenia uzyskiwanego z tytułu umowy o pracę) oraz 15 tys. zł jako zwrot kosztów procesu.

## Realizacje teatralne
- 2004: Z twarzą przy ścianie (Teatr Polski w Bydgoszczy)
- 2005: Szeks show presents Yorick, czyli spowiedź błazna (Teatr Wybrzeże)
- 2005: Honor samuraja (Teatr im. Cypriana Kamila Norwida w Jeleniej Górze)
- 2006: Prezydentki (Scena Polska Czeski Cieszyn)
- 2007: Dziady. Ekshumacja (Teatr Polski we Wrocławiu)
- 2007: Był sobie Polak Polak Polak i diabeł czyli w heroicznych walkach narodu polskiego wszystkie sztachety zostały zużyte (Teatr Dramatyczny im. Jerzego Szaniawskiego w Wałbrzychu)
- 2007: Śmierć podatnika (Teatr Polski we Wrocławiu)
- 2008: Opera gospodarcza dla ładnych pań i zamożnych panów (Teatr Dramatyczny im. Jana Kochanowskiego w Opolu)
- 2009: Sztuka dla dziecka (Teatr im. Cypriana Kamila Norwida w Jeleniej Górze)
- 2010: Był sobie Andrzej Andrzej Andrzej i Andrzej (Teatr Dramatyczny im. Jerzego Szaniawskiego w Wałbrzychu)
- 2011: Tęczowa Trybuna 2012 (Teatr Polski we Wrocławiu)
- 2011: W imię Jakuba S. (Teatr Dramatyczny w Warszawie)
- 2012: Firma (Teatr Nowy w Poznaniu)
- 2013: Bitwa warszawska 1920 (Narodowy Stary Teatr im. Heleny Modrzejewskiej w Krakowie)[22]
- 2014: Klątwa. Odcinki z czasu beznadziei (odcinki 1-3, koprodukcja: Teatr Imka i Teatr Łaźnia Nowa[23])
- 2015: nie-boska komedia. Wszystko powiem Bogu! (Narodowy Stary Teatr im. Heleny Modrzejewskiej w Krakowie)[24]
- 2016: Triumf woli (Narodowy Stary Teatr im. Heleny Modrzejewskiej w Krakowie)[25]
- 2018: Rok z życia codziennego w Europie Środkowo-Wschodniej (Narodowy Stary Teatr im. Heleny Modrzejewskiej w Krakowie)[26]
- 2020: Jeńczyna (Narodowy Stary Teatr im. Heleny Modrzejewskiej w Krakowie)[27]
- 2021: M.G. (Teatr Polski im. Arnolda Szyfmana w Warszawie)[28]

## Filmografia
- 2016: Artyści (serial telewizyjny) – reżyseria

## Nagrody i wyróżnienia
- Nagroda za spektakl Prezydentki na VI Festiwalu Teatrów Moraw i Śląska w Cieszynie, 2006[29],
- nagroda za spektakl Był sobie Polak, Polak, Polak i diabeł „za groteskowe i dotkliwie prawdziwe odbicie naszej rzeczywistości” na XI Ogólnopolskim Festiwalu Komedii Talia w Tarnowie, 2007[29],
- I nagroda w plebiscycie publiczności za Był sobie Polak, Polak, Polak i diabeł podczas XXXVII Jeleniogórskich Spotkań Teatralnych w Jeleniej Górze, 2007[29],
- nagroda za najlepszy tekst premierowy oraz za najbardziej wyrazistą wypowiedź na temat współczesnej Polski za Był sobie Polak, Polak, Polak i diabeł na VI Festiwalu Prapremier w Bydgoszczy, 2007[29],
- nagroda marszałka województwa dolnośląskiego z okazji Międzynarodowego Dnia Teatru dla najlepszego spektaklu 2007 dla Był sobie Polak, Polak, Polak i diabeł, wspólnie z Pawłem Demirskim, Wałbrzych, 2008[29],
- nagroda za reżyserię w Był sobie Polak, Polak i diabeł podczas Festiwalu Dramaturgii Współczesnej „Rzeczywistość przedstawiona” w Wałbrzychu, 2008[29],
- nagroda marszałka województwa zachodniopomorskiego dla przedstawienia Niech żyje wojna!!! „za twórczą odwagę zaatakowania mitu” podczas XLV Przegląd Teatrów Małych Form Kontrapunkt w Szczecinie, 2010[29],
- nagroda za reżyserię spektaklu Był sobie Andrzej Andrzej Andrzej i Andrzej podczas IX Festiwalu Prapremier w Bydgoszczy, 2010[29],
- Główna Nagroda oraz Nagroda Dziennikarzy za przedstawienie Niech żyje wojna!!! na 5. Międzynarodowym Festiwalu Polskich Sztuk Współczesnych R@port w Gdyni, 2010[29],
- Nagroda za Był sobie Andrzej Andrzej Andrzej i Andrzej na Festiwalu Dramaturgii Współczesnej „Rzeczywistość przedstawiona”, 2010[29],
- Paszport "Polityki" za rok 2010 w kateogrii teatr za „konsekwentnie rozwijany projekt teatru krytycznego, za odwagę mówienia więcej i ostrzej, niż chcielibyśmy usłyszeć oraz za żywiołową teatralność łamiącą bariery na rzecz”, 2011[29],
- nagroda dla twórców i realizatorów spektaklu Był sobie Andrzej Andrzej Andrzej i Andrzej oraz nagroda indywidualna za reżyserię przedstawień Był sobie Andrzej Andrzej Andrzej i Andrzej i Tęczowa trybuna 2012 na Ogólnopolskim Konkursie na Wystawienie Polskiej Sztuki Współczesnej, 2011[29],
- Grand Prix dla przedstawienia Tęczowa trybuna 2012 na X Festiwalu Prapremier w Bydgoszczy, 2011[29],
- nagroda marszałka województwa dolnośląskiego w kategorii najciekawsze wydarzenie teatralne 2011 dla przedstawienia Tęczowa Trybuna, 2012[29],
- nagroda publiczności oraz w konkursie głównym, nagrody od jurorów: Ewy Skibińskiej, Justyny Łagowskiej za przedstawienie Położnice szpitala św. Zofii podczas Festiwalu Sztuki Reżyserskiej Interpretacje w Katowicach, 2012[29],
- Wdecha za rok 2011 w kategorii wydarzenie roku, 2012[29],
- nagroda za „oryginalne wykorzystanie formy musicalowej dla przekazania ważnych społecznie treści” w spektaklu Położnice szpitala św. Zofii na XI Festiwalu Prapremier w Bydgoszczy, 2012[29],
- Nagroda Główna VII Festiwal Polskich Sztuk Współczesnych R@port w Gdyni za W imię Jakuba S, 2012[29],
- nagroda jurorów: Remigiusza Brzyka, Mirka Kaczmarka, Macieja Wojtyszki, Laur Konrada, nagroda jury społecznego, nagroda publiczności i dziennikarzy XV Ogólnopolskiego Festiwalu Sztuki Reżyserskiej Interpretacje w Katowicach za W imię Jakuba S., 2013[29],
- nagroda dla najlepszego przedstawienia podczas 19. Ogólnopolskiego Konkursu na Wystawienie Polskiej Sztuki Współczesnej za Courtney Love, 2013[29],
- nagroda za najlepszą reżyserię „za wyjątkowe metody pracy z aktorami, dystans i poczucie humoru, bezpretensjonalność i brak próżności, a także za umiejętność gry z konwencjami teatralnymi” na Międzynarodowym Festiwalu Teatralnym „Boska Komedia” za Courtney Love, 2013[29],
- tytuł najlepszego spektaklu XX Międzynarodowego Festiwalu Sztuk Przyjemnych i Nieprzyjemnych w Łodzi za Bitwę warszawską 1920, 2014[29],
- Gwarancja Kultury w kategorii teatr „za sceniczną wizje historii, w której przegląda się współczesna rzeczywistość. Wizję radykalną, polemiczną i prowokującą do sporu o kształt naszej wolności” za Bitwę warszawską 1920, 2014[29].